# Unsuk Chin
Unsuk Chin (Koreaans: 진은숙 Chin Unsuk) (Seoel, 14 juli 1961) is een Zuid-Koreaanse componiste die in Duitsland woonachtig en werkzaam is.

## Studie en loopbaan
Chin studeerde aan de Nationale Universiteit van Seoel bij Sukhi Kang. In 1985 won ze de Gaudeamus Muziekweek in Amsterdam met het stuk Spektra voor drie celli. Ze kreeg een beurs om in Duitsland bij György Ligeti te gaan studeren. Haar vertrek naar Europa werd definitief. Aan de Technische Universiteit Berlijn legde ze zich toe op elektronische muziek, een genre dat in de late jaren tachtig haar werk zou domineren. In 1990 ging haar eerste grote orkestwerk in première, Die Troerinnen voor vrouwenstemmen en orkest. In 1991 beleefde Acrostic Wordplay zijn première bij het Nieuw Ensemble. Het behoort tot haar meest gespeelde stukken; het is sindsdien ruim twintig keer uitgevoerd. Vanaf 1994 werkt ze samen met het Ensemble InterContemporain van Pierre Boulez. Haar werk wordt sinds 1995 uitgegeven door Boosey & Hawkes.
In de nieuwe eeuw volgden meer werken voor traditioneel symfonieorkest, waardoor haar werk uit buiten het circuit van Nieuwe Muziekensembles en -festivals te horen valt. Zo ging in 2002 haar Vioolconcert nr. 1 in première. Ze versterkte in deze tijd ook de band met haar moederland. Van 2006 tot 2017 was Chin nauw verbonden aan het Seoel Filharmonisch Orkest, dat veel van haar werken speelde, en in 2007 kreeg ze de Kyung Ahmprijs uitgereikt.
Haar werk is meermaals gespeeld op de NTR ZaterdagMatinee.

## Stijl
Chins stijl is niet gemakkelijk onder één hoedje te vangen. Aanvankelijk zocht haar werk vooral aansluiting bij de westerse avant-garde; ze noemt componisten als Anton Webern, Iannis Xenakis en haar leermeester György Ligeti als invloeden. Ook oudere westerse componisten als Guillaume de Machaut en Johannes Ciconia horen tot haar voorbeelden, wat zich uit in het gebruik van palindromen en ingewikkelde canonvormen. Zoals wel meer componisten met een niet-westerse achtergrond komen verschillende invloeden binnen haar werk vaak naast elkaar voor. Sommige van haar werken hebben daardoor een postmodern karakter.
- Bibsys: 1560455412906
- Bibliothèque nationale de France: cb146431237 (data)
- CiNii: DA15047289
- Gemeinsame Normdatei: 124334016
- International Standard Name Identifier: 0000 0000 8092 1619
- Library of Congress Control Number: no97062035
- MusicBrainz: 562a41a8-bcc9-477d-a670-4af2c63dadbf
- Bibliotheek van het Japanse parlement: 01001253
- Nationale Bibliotheek van Israël: 987007437596305171
- Nationale Bibliotheek van Polen: a0000001782161
- Nederlandse Thesaurus van Auteursnamen: 10973291X
- Réseau des bibliothèques de Suisse occidentale: 02-A011481588
- SNAC: w62g10td
- Système universitaire de documentation: 153930411
- Virtual International Authority File: 12563576
- WorldCat: E39PBJdGMXQPqrGr88GH7TwwG3